# Episodi di Holby City (quinta stagione)
La quinta stagione della serie televisiva Holby City è stata trasmessa in anteprima nel Regno Unito da BBC One tra l'8 ottobre 2002 e il 30 settembre 2003.
| nº | Titolo originale               | Titolo italiano | Prima TV UK       | Prima TV Italia |
| -- | ------------------------------ | --------------- | ----------------- | --------------- |
| 1  | Perfect Day                    |                 | 8 ottobre 2002    |                 |
| 2  | Depths of Devotion             |                 | 15 ottobre 2002   |                 |
| 3  | Facing Facts                   |                 | 22 ottobre 2002   |                 |
| 4  | Repercussions                  |                 | 29 ottobre 2002   |                 |
| 5  | Long Day's Night               |                 | 5 novembre 2002   |                 |
| 6  | Lear's Children                |                 | 12 novembre 2002  |                 |
| 7  | Old Friends                    |                 | 19 novembre 2002  |                 |
| 8  | Ladies Night                   |                 | 26 novembre 2002  |                 |
| 9  | Every Cloud...                 |                 | 3 dicembre 2002   |                 |
| 10 | Leopard Spots                  |                 | 10 dicembre 2002  |                 |
| 11 | Sinners and Saints             |                 | 17 dicembre 2002  |                 |
| 12 | Sins of the Father             |                 | 26 dicembre 2002  |                 |
| 13 | Time to Kill                   |                 | 31 dicembre 2002  |                 |
| 14 | Hair of the Dog                |                 | 7 gennaio 2003    |                 |
| 15 | Me and My Gal                  |                 | 14 gennaio 2003   |                 |
| 16 | A Right to Know                |                 | 21 gennaio 2003   |                 |
| 17 | 'Til Death Do Us Part          |                 | 28 gennaio 2003   |                 |
| 18 | Beneath the Skin               |                 | 4 febbraio 2003   |                 |
| 19 | A Kind of Loving               |                 | 11 febbraio 2003  |                 |
| 20 | Dominoes Falling               |                 | 18 febbraio 2003  |                 |
| 21 | Wonderland                     |                 | 25 febbraio 2003  |                 |
| 22 | When That Shark Bites          |                 | 4 marzo 2003      |                 |
| 23 | One of Our Own                 |                 | 11 marzo 2003     |                 |
| 24 | For Better, for Worse          |                 | 18 marzo 2003     |                 |
| 25 | A Tear in My Eye               |                 | 25 marzo 2003     |                 |
| 26 | As the Day Is Long             |                 | 1º aprile 2003    |                 |
| 27 | The One You Love (Part 1)      |                 | 8 aprile 2003     |                 |
| 28 | The One You Love (Part 2)      |                 | 15 aprile 2003    |                 |
| 29 | Desperate Measures             |                 | 22 aprile 2003    |                 |
| 30 | Glass Half Empty               |                 | 29 aprile 2003    |                 |
| 31 | Going It Alone                 |                 | 6 maggio 2003     |                 |
| 32 | By Any Other Name              |                 | 13 maggio 2003    |                 |
| 33 | Think Again                    |                 | 20 maggio 2003    |                 |
| 34 | Seasons in the Sun             |                 | 27 maggio 2003    |                 |
| 35 | Mum's the Word                 |                 | 3 giugno 2003     |                 |
| 36 | Endgame                        |                 | 10 giugno 2003    |                 |
| 37 | Private Lives                  |                 | 17 giugno 2003    |                 |
| 38 | Can't Always Get What You Want |                 | 24 giugno 2003    |                 |
| 39 | Loss of Faith                  |                 | 1º luglio 2003    |                 |
| 40 | Crossing the Line              |                 | 8 luglio 2003     |                 |
| 41 | Eyes Wide Open                 |                 | 15 luglio 2003    |                 |
| 42 | The Parent Trap                |                 | 22 luglio 2003    |                 |
| 43 | Carpe Diem                     |                 | 29 luglio 2003    |                 |
| 44 | Home                           |                 | 5 agosto 2003     |                 |
| 45 | On the Inside                  |                 | 6 agosto 2003     |                 |
| 46 | House of Cards                 |                 | 12 agosto 2003    |                 |
| 47 | To Err Is Human                |                 | 19 agosto 2003    |                 |
| 48 | All That You Leave Behind      |                 | 2 settembre 2003  |                 |
| 49 | A Friend in Need               |                 | 9 settembre 2003  |                 |
| 50 | Love Nor Money                 |                 | 16 settembre 2003 |                 |
| 51 | Just Getting By                |                 | 23 settembre 2003 |                 |
| 52 | Accidents Will Happen          |                 | 30 settembre 2003 |                 |